# KkStB 464
KkStB 464 танк-паротяг з паровою машиною потрійного розширення Буковинської локальної залізниці, що перебувала під управлінням Ц.к. австрійської державної залізниці (KkStB).

## Історія
Компанія Krauss з Лінцу виготовила 3 паротяги (KrLi 6198/09, KrLi 6520/11, KrLi 6776/13) впродовж 1909 - 1913 років, що отримали позначення  kkStB 464.01 "PFLAUM", -02 "AUFFENBERG", -03. Після завершення війни паротяг -02 потрапив до PKP (TKh16 ?), а решта до CFR, де вони експлуатувались до 1936/37 років.

### Технічні дані паротяга BLB/KkStB 464
|                                |                         |
| Розміри                        | Параметри               |
| Роки випуску                   | 1909, 1911, 1913        |
| Країна-виробник                | Австро-Угорська імперія |
| Завод-виробник                 | Krauss/Лінц             |
| Ширина колії                   | 1435 мм                 |
| Тип                            | C h2t                   |
| Кількість циліндрів            | 2                       |
| Діаметр циліндрів              | 400 мм                  |
| Хід поршня                     | 500 мм                  |
| Тиск пари                      | 12 атм.                 |
| Діаметр рушійних коліс         | 887 мм                  |
| Загальна колісна база          | 2.900 мм                |
| Кількість труб пароперегрівача | 97/12                   |
| Площа пароперегрівача          | 57,40 м²                |
| Площа колосникових ґрат        | 1,30 м²                 |
| Маса паротяга порожнього       | 29,4 т                  |
| Маса паротяга робоча           | 37,0 т                  |
| Зчіпна маса локомотива         | 34,1 т                  |
| Запас води                     | 5,4 м³                  |
| Швидкість                      | 40 км/год               |